# Staroguermánovski
Staroguermánovski (del ruso: Старогермановский) es un jútor del raión de Gulkévichi del krai de Krasnodar, en el sur de Rusia. Está situado 31 km al sur de Gulkévichi y 141 km al este de Krasnodar, la capital del krai.
Pertenece al municipio Soyuz Chetrij Jutora.